# Schron górski Skorpovac
Skorpovac – schron górski w Chorwacji w Welebicie.

## Opis
Schron górski Skorpovac znajduje się bezpośredni przy Szlaku Premužicia, w opuszczonym górskim przysiółku Skorpovac. Zajmuje się nim HPD (Chorwackie Towarzystwo Górskie) Sveti Šimun z Markuševca, którego członkowie dyżurują w schronie w letnie miesiące. Schron jest wyposażony w piec, toaletę i 10 prostych łóżek. Jest stale otwarte, nie oferuje napojów ani jedzenia, ma 14 miejsc noclegowych(z czego 10 łóżek). Mierzy 6x6 m.
Wybudowało go HPD Sveti Šimun Markuševac-Zagrzeb z pomocą Chorwackiego Związku Górskiego (HPS), Chorwackiej Górskiej Służby Ratunkowej (HGSS) w 2011.

## Dostęp
Dostęp samochodem. Z Sušanja dabarską drogą na Ravni Dabar, a na 4, kilometrze (przed Dabarską kosą) w lewo na dół „primorskim wariantem” ku Kuginej kuci. Droga przechodzi w pobliżu Skorpovaca.